# Gia tộc vua chúa
Gia tộc vua chúa hay dòng họ vua chúa là gia quyến trực hệ của một vị quân chủ tước Vương/Nữ vương hoặc Hoàng đế/Nữ hoàng và đôi khi bao gồm cả gia đình mở rộng của họ. Gia tộc của Hoàng đế hay Nữ hoàng thì được gọi là Hoàng gia, Hoàng tộc hoặc Hoàng thất, Hoàng thân, của Quốc vương hay Nữ vương thì gọi là vương tộc, vương thất, của các chư hầu gọi là công tộc, tương tự gia tộc của chúa Trịnh hay chúa Nguyễn ở Việt Nam thì được gọi là Trịnh gia, Nguyễn gia... Tuy nhiên theo cách nói/viết thường thấy trong các văn bản chính quy thì các thành viên của bất kỳ gia tộc nào nắm quyền cai trị theo kiểu cha truyền con nối sẽ được gọi là tập đoàn phong kiến. Một triều đại đôi khi sẽ được gọi tắt là "nhà...". Tháng 7 năm 2013, có 26 triều đại có chủ quyền tối cao còn hoạt động trên thế giới đang trị vì trên 43 nền quân chủ.